# Tasiemce
Tasiemce (Cestoda) – gromada pasożytniczych płazińców (Platyhelminthes), obejmująca około 3000 gatunków. Dorosłe osobniki są pasożytami wewnętrznymi przewodu pokarmowego kręgowców (w tym człowieka), wywołują chorobę zwaną tasiemczycą (łac. tæniasis). Larwy pasożytują w jamie ciała lub tkankach zarówno kręgowców, jak i bezkręgowców (które są ich żywicielem pośrednim). Tasiemce są anaerobami (organizmami beztlenowymi) pobierającymi energię głównie z glikogenu, który (podobnie jak tłuszcze) pobierają bezpośrednio z treści pokarmowej znajdującej się w jelicie. Ich źródłem białka jest natomiast uszkadzana przez nie błona śluzowa jelita. Najdłużej żyjącymi tasiemcami (20–25 lat) są: bruzdogłowiec szeroki oraz tasiemiec uzbrojony i nieuzbrojony.
Tasiemce dzielą się na 2 podgromady:
- tasiemce nieczłonowane (Cestodaria),
- tasiemce właściwe (Eucestoda).

## Morfologia

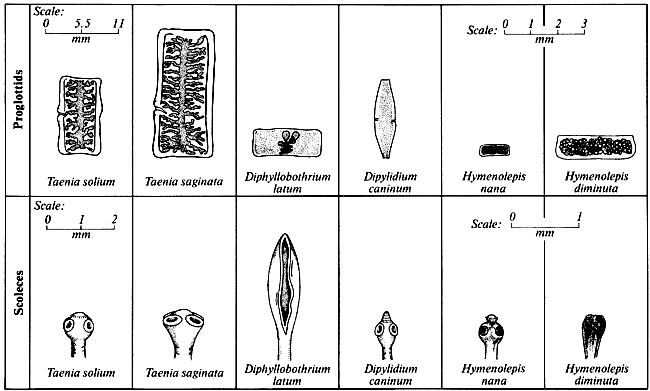
Porównanie proglotydów i główek tasiemców będących ludzkimi pasożytami

Ciało tasiemców składa się z trzech odcinków: główki (scolex), szyjki (collum) oraz taśmy (strobila).
Główka jest okrągła albo gruszkowata i z reguły ma narządy czepne, które umożliwiają zakotwiczenie pasożyta w ścianie jelita żywiciela. U większości gatunków narząd ten ma postać wysuwalnego ryjka z haczykami. Wyjątek stanowią: bruzdogłowiec szeroki (u którego ma on postać dwóch wydłużonych bruzd czepnych), a także tasiemiec nieuzbrojony i tasiemiec szczurzy (u których ma on postać czterech silnie umięśnionych przyssawek). W szyjce zachodzi formowanie członów ciała (strobilizacja). W jej przedniej części znajdują się najmłodsze, jałowe (bezpłciowe) człony. W tylnej części szyjki (zona prolifferans) znajdują się dojrzałe człony (proglotydy) z rozwiniętymi narządami rozrodczymi, które stają się częścią strobili. Tasiemce osiągają długość od kilku milimetrów (3 człony) do nawet kilkunastu metrów (kilka tysięcy członów).
Wór powłokowo-mięśniowy tasiemców pokryty jest tegumentem (podobnie u przywr), na którym obecne są liczne mikrokosmki (microvilli) oraz mikrotrichy (microtricha). Te pierwsze występują głównie u larw, drugie natomiast (o bardziej skomplikowanej budowie) pokrywają powierzchnię osobników dojrzałych (w różnej liczbie na poszczególnych członach strobili). Oba typy wyrostków wykazują duże zróżnicowanie międzygatunkowe. Odpowiadają one m.in. za wchłanianie pokarmu na drodze dyfuzji i transportu aktywnego (tasiemce nie mają układu pokarmowego), ochronę (przed enzymami trawiennymi i układem odpornościowym żywiciela), a także ułatwiają zakotwiczenie w jelicie oraz aktywne poruszanie się w jego świetle.
Protonefrydialny układ wydalniczy pełni również funkcję osmoregulacyjną. Składa się on z licznych komórek płomykowych, od których uchodzą drobne kanaliki wydalnicze wpadające do dwóch parzystych kanałów wydalniczych (2 grzbietowe węższe oraz 2 szersze brzuszne, często połączone kanałami poprzecznymi), łączących się w przewód wspólny uchodzący w tylnej części ciała (u gatunków nieodrywających członów ciała służy on całej strobili). Głównymi związkami chemicznymi usuwanymi z organizmu tasiemca są: kwas mlekowy, kwas masłowy oraz kwas walerianowy (stanowią one najczęstszą przyczynę reakcji alergicznych żywiciela). Układ nerwowy tworzą parzyste zwoje nerwowe w główce, połączone pierścieniami, od których odchodzą ciągnące się wzdłuż całej taśmy, podłużne pnie nerwowe (najgrubsze są na zewnątrz kanałów wydalniczych) połączone poprzecznymi spoidłami.
Każdy dojrzały człon zawiera zarówno męskie, jak i żeńskie narządy rozrodcze. Otwory płciowe mogą być zlokalizowane: na brzusznej stronie członów (u Pseudophyllidea), na jednym z boków (u Hymenolepsis spp.), nieregularnie naprzemiennie (u Taenia spp.) albo po obu bokach w przypadku obecności podwójnego kompletu narządów rozrodczych (u Dipylidium spp.). Męska część układu rozrodczego leży na grzbietowej stronie członów. Jądra (testes) mają postać pęcherzyków w liczbie od 3 (u Hymenolepsis spp.) do ponad 500 (u Taenia spp. i Diphyllobothrium spp.). Odchodzą od nich cienkie przewody wyprowadzające (vasa efferentia), łączące się w nasieniowód (vas deferens) uchodzący do umięśnionej torebki prącia (bursa cirri) na dnie zatoki płciowej. U niektórych tasiemców nasieniowód rozszerza się (w torebce prącia lub przed nią) do pęcherzyka nasiennego (vesicula seminalis externa lub interna). Struktura ta nie występuje natomiast u gatunków z silnie skręconym nasieniowodem. Żeńska część układu rozrodczego, leżąca na brzusznej stronie członów, składa się z: jajnika (ovarium), jajowodu (oviductus), gruczołu żółtkowego (vitellarium), macicy (uterus), pochwy (vagina) rozszerzającej się zazwyczaj do zbiornika nasienia (receptaculum seminis) i uchodzącej w pobliżu torebki prąciowej w zatoce płciowej, ootypu (w nim dochodzi do zapłodnienia komórki jajowej i wytworzenia jaj, które później trafią do macicy) oraz gruczołów Mehlisa (które wraz z witellarium uczestniczą w wytwarzaniu otoczki jajowej). U tasiemców występuje protandria (męska część układu rozrodczego pojawia się wcześniej niż żeńska). Na końcu taśmy znajdują się największe człony, wypełnione niemal w całości przez macicę (zazwyczaj rozgałęziona) z jajami, w których hermafrodytyczny układ rozrodczy ulega stopniowemu zanikowi.

## Chorobotwórczość
Człowiek jest żywicielem ostatecznym dla gatunków należących do 2 rzędów: Pseudophyllidea (bruzdogłowiec szeroki, sporadycznie także Spirometra erinaceieuropaei) oraz Cyclophyllidea (tasiemiec nieuzbrojony, tasiemiec uzbrojony, tasiemiec karłowaty, tasiemiec bąblowcowy, bąblowiec wielojamowy; sporadycznie także: tasiemiec kręćkowy, tasiemiec psi i tasiemiec szczurzy). W latach 1981–1998 w Polsce odnotowano około 30 tysięcy przypadków tasiemczycy (z czego za 90% odpowiadał tasiemiec nieuzbrojony), przy czym częściej chorowały kobiety niż mężczyźni. Większość zachorowań diagnozowano na terenach miejskich (80%). Najmniej przypadków zostało zarejestrowanych w południowo-wschodniej części kraju.
O ile nawet całkowity brak białka w pokarmie żywiciela nie wywiera żadnego wpływu na żerujące w nim tasiemce, o tyle dieta uboga w węglowodany oraz witaminy z grupy B powoduje redukcję liczby pasożytów w organizmie, spowalnia ich rozwój oraz zmniejsza liczbę wytwarzanych przez nie jaj.
Tasiemczycę leczy się antyhelmintykami (lekami przeciwrobaczymi), głównie prazykwantelem albo albendazolem, podawanymi w jednej dawce. W przypadku zakażenia tasiemcem karłowatym czasami trzeba powtarzać kurację kilkukrotnie. W wyjątkowo ciężkich przypadkach stosuje się leczenie chirurgiczne.